# Потклече
Потклече је насељено мјесто у Босни и Херцеговини у општини Завидовићи које административно припада Федерацији Босне и Херцеговине. Према попису становништва из 1991. у насељу је живјело 1.495 становника.

## Становништво
| Националност       | 1991.          | 1981.        | 1971.        |
| Муслимани          | 1.303 (87,15%) | 888 (89,15%) | 688 (98,70%) |
| Срби               | 117 (7,82%)    | 55 (5,52%)   | 6 (0,86%)    |
| Хрвати             | 17 (1,13%)     | 2 (0,20%)    | 0            |
| Југословени        | 47 (3,14%)     | 49 (4,91%)   | 1 (0,14%)    |
| остали и непознато | 11 (0,73%)     | 2 (0,20%)    | 2 (0,28%)    |
| Укупно             | 1.495          | 996          | 697          |